# Sesostris maculatus
Sesostris maculatus is een hooiwagen uit de familie Assamiidae.